# S.T.A.L.K.E.R.: Czyste Niebo

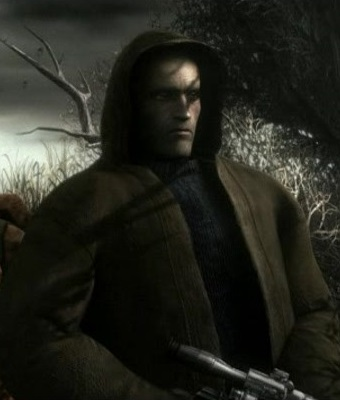
Szrama – główny bohater gry

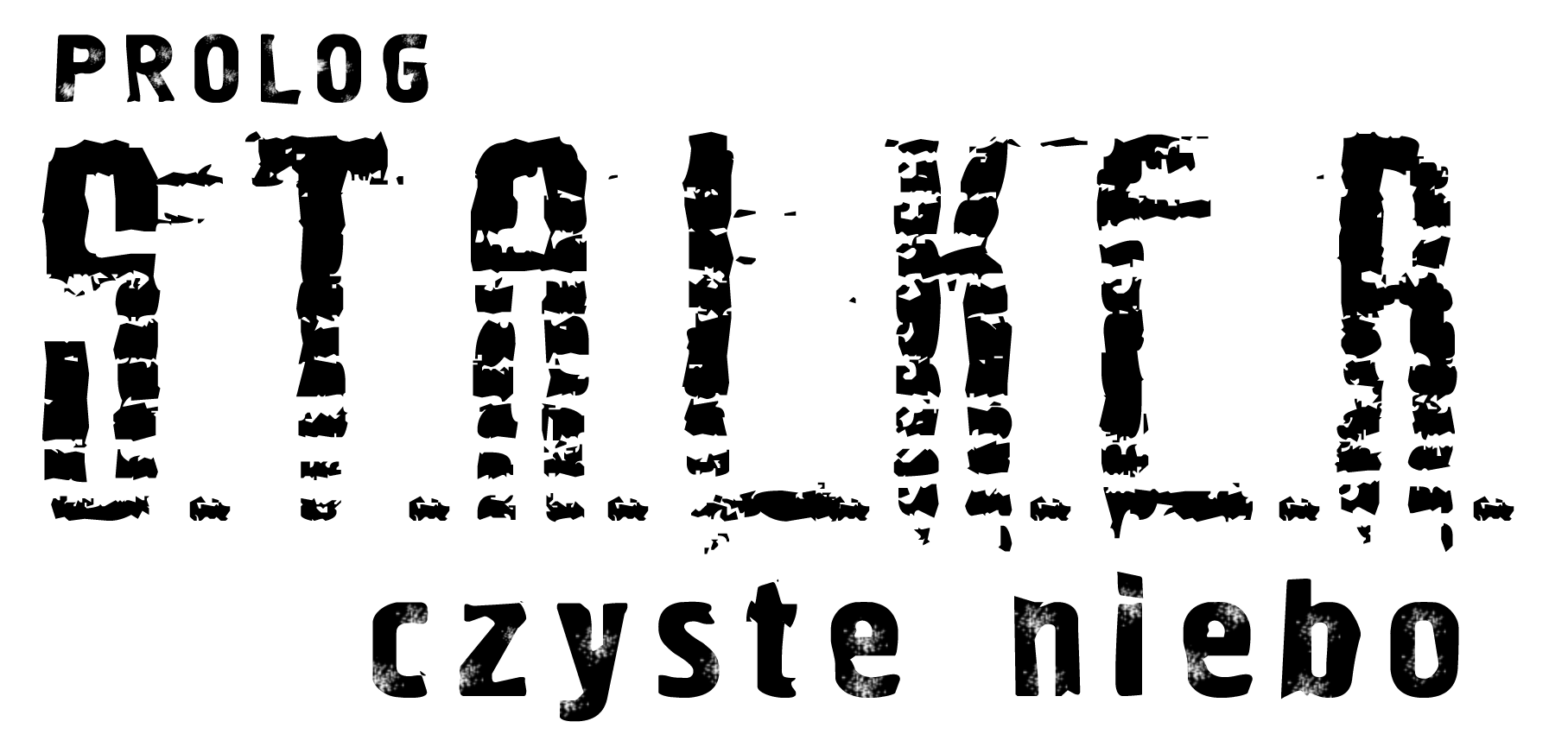
Logo gry

S.T.A.L.K.E.R.: Czyste Niebo (ukr. S.T.A.L.K.E.R.: Чисте небо, trb. S.T.A.L.K.E.R.: Czyste nebo; ang. S.T.A.L.K.E.R.: Clear Sky) – gra komputerowa z gatunku strzelanek pierwszoosobowych wyprodukowana przez GSC Game World i wydana przez Deep Silver w 2008 roku, fabularny prequel gry S.T.A.L.K.E.R.: Cień Czarnobyla.
Światowa premiera gry odbyła się 5 września 2008 roku. W USA przez błąd wydawców nie umieszczono klucza potrzebnego do dalszej instalacji gry, w wyniku czego przesunięto termin wydania na 15 września 2008.

## Fabuła
Fabuła Czystego Nieba rozgrywa się bezpośrednio przed wydarzeniami z gry S.T.A.L.K.E.R.: Cień Czarnobyla. Gracz wciela się w postać najemnika o imieniu Szrama, który ma za zadanie rozpracować i zniszczyć słynną w zonie Grupę Striełoka, zagrażającą stabilności sytuacji w strefie. Podczas rozgrywki będzie musiał pokonać wielu uzbrojonych przeciwników i mutantów. Akcja gry ma miejsce m.in. w elektrowni atomowej w Czarnobylu oraz fikcyjnym mieście Limańsk.

## Rozgrywka
Gra różni się od poprzedniej części, dodano np. tryb wojny frakcji czy możliwość naprawy i ulepszania broni.

### Wojna frakcji
Tryb wojna frakcji umożliwia prowadzenie wojny z inną frakcją. Dostępnych jest pięć frakcji, do których można się przyłączyć: Czyste Niebo (na początku gry do tej frakcji trzeba się przyłączyć), Powinność, Wolność, bandyci oraz stalkerzy. Po przyłączeniu się do wybranej frakcji gracz może oglądać jej sytuację (liczba oddziałów, wyposażenia). Dostaje też zadania strategiczne, które należy wykonać, aby pokonać inną frakcję oraz zadania taktyczne, których nie trzeba wykonywać, ale pomagają osiągnąć cele strategiczne. Cele taktyczne pojawiają się zależnie od rozwoju sytuacji, a cele strategiczne się nie zmieniają. Są trzy rodzaje misji taktycznych: obrona, atak i przebicie się. Obrona polega na obronie danej pozycji; w przypadku jej nieobronienia zostaje zdobyta przez wroga i trzeba ją odbić. Atak polega na zabiciu wszystkich wrogów oraz zaczekanie na wsparcie. Przebicie natomiast polega na tym, by zabić wszystkich wrogów na pozycji, ale nie zdobywać jej, gdyż sojusznicze oddziały muszą tylko przejść przez tę pozycję. Za wykonanie misji taktycznych dostaje się niewielką nagrodę pieniężną, a za wykonanie misji strategicznej, a w szczególności ostatniej (przejęcie wrogiej bazy), dostaje się znaczną nagrodę pieniężną i rzadkie przedmioty.

### Ulepszanie broni
W bazie każdej frakcji oraz w niektórych miejscach znajduje się technik. Jest to osoba, która ulepsza oraz naprawia broń. Każdy technik ma specjalizację (np. technik Wolności specjalizuje się w karabinach snajperskich). Technicy w bazach zlecają też zadania dotyczące odblokowania ulepszeń. Ulepszenia te zapisywane są na pendrive’ach. Pendrive’y te znaleźć można w skrytkach stalkerów lub dostać w nagrodę od handlarza. Za dostarczenie go do technika uzyskuje się pieniądze oraz możliwość bardziej zaawansowanych ulepszeń broni. Ulepszenia mogą być instalowane tylko raz. Nie można zainstalować wszystkich ulepszeń, więc np. gracz będzie ulepszał celność albo siłę ognia.

### Przewodnicy
Przewodnicy za pieniądze (zależące od odległości) prowadzą do mniej lub bardziej odległych miejsc, dzięki czemu można oszczędzić czas.

### Lokacje
W stosunku do poprzedniej części w Czystym Niebie ubyło lokacji. Zabrakło Baru, Dziczy, Prypeci, Obszaru Mózgozwęglacza wraz z częścią Czerwonego Lasu i lokacji podziemnych (oprócz Podziemi Agropromu) oraz Elektrowni (etap w elektrowni jest znacznie okrojony, trwa około 10–15 minut). Dodano natomiast nową część Czerwonego Lasu, Bagna, Limańsk i Stary Szpital. Podziemia Agropromu są teraz dużo większe, jest też więcej przejść między lokacjami, po dojściu do Limańska gra toczy się całkowicie liniowo.